# Азиатский лев
Азиа́тский лев (лат. Panthera leo persica) — подвид льва, обитающий в Южной Азии.
Впервые подробно описан в 1826 году австрийским зоологом Йоханном Н. Майером, который назвал его Felis leo persicus.. Исследование митогеномов львов показало, что Panthera leo persica это не подвид, а подгаплогруппа B3 в подвиде северных львов Panthera leo leo (гаплогруппа B).
Прежде был широко распространён на территории Южной и Центральной Азии от Ближнего Востока и Закавказья до Индии. На территории Балкан до 100 года н.э. обитал европейский лев. В Закавказье азиатский лев исчез в X веке, в Иране последние азиатские львы были убиты в середине XX века. 
Бесконтрольная охота в эпоху Великих Моголов и британского владычества привела к тому, что к 1910 году в Британской Индии официально насчитывалось 13 львов-самцов. В 1955 году в получившей независимость Индии началась борьба за сохранение вида, и для их защиты создан был национальный парк Сасан-Гир (Гирский лес) в южной части полуострова Катхиявар. 
Сейчас в Гирском заповеднике в индийском штате Гуджарат сохранилось около 523 особей. В 1990-е годы для сохранения исчезающей популяции, Индия передала несколько пар азиатских львов в дар европейским зоопаркам. На 2017 год зафиксировано 650 львов. За два года, начиная с 2015 года, поголовье львов выросло на 125 с лишним особей. К 2025 году популяция выросла до 891.
Индийский (азиатский) подвид льва имеет массу от 150 до 220 кг, в основном 160—190 кг у самцов и 90-150, обычно 110—120 кг у самок.
Шерсть азиатского льва — короткая и плотная, имеет песчано-коричневую окраску. Грива не так густа и плотнее прилегает к телу, как будто прилизана. Кисточка на хвосте выражена значительно сильнее, чем у африканского льва. У этого подвида также более приземистое тело, что создает обманчивое впечатление о его меньших размерах в сравнении с африканским. Рекордная длина азиатского льва — 2,92 м. Самки мельче и имеют более стройное тело, со светлыми подпалинами на брюшной стороне.
Проживание азиатских львов большими семейными группами, как у африканских, не зафиксировано, в прайдах, как правило, помимо альфа-самца, 2-3 самки с детёнышами. Считается, это обусловлено тем обстоятельством, что кормовая база азиатского льва у́же, и ему не приходится охотиться на столь крупную дичь, как в Африке, однако вопрос этот нуждается в дополнительном изучении. Основным местом обитания являются саванны, перемежающиеся участками леса, с обязательным наличием неподалёку какого-либо водоема.
Самки приносят потомство круглый год, беременность длится три с половиной месяца. Для родов обычно выбираются укромные места вроде пещер или других естественных укрытий. В помёте от двух до пяти детёнышей, имеющих длину тела около 30 см и пятнистую окраску шерсти, иногда сохраняющуюся до наступления половой зрелости.

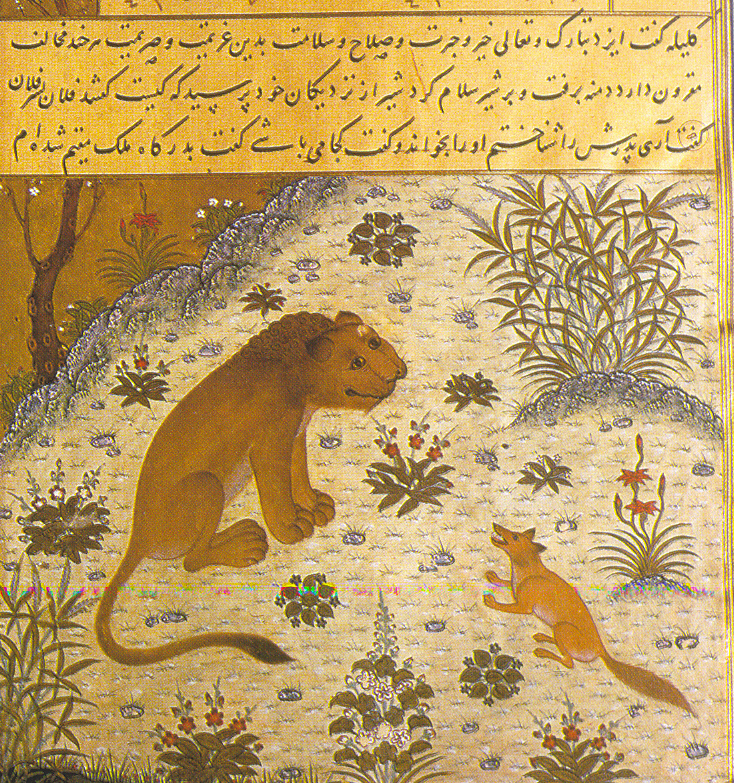
Миниатюра персидской рукописи «Калилы и Димны». Герат, 1529 г.
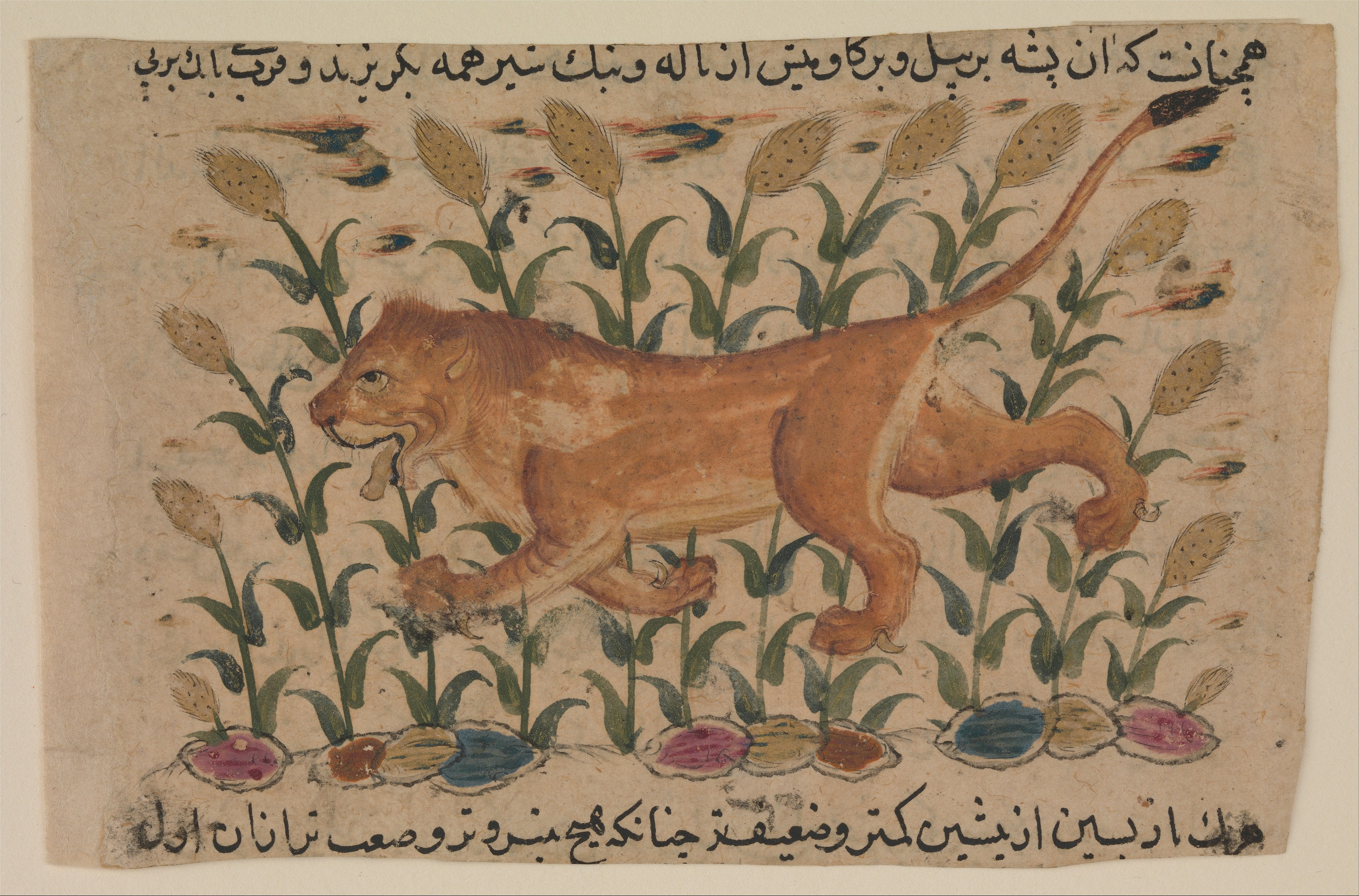
Азиатский лев. Миниатюра из индийской рукописи поэмы Абу Саида Абу’л-Хайра. XVII в.
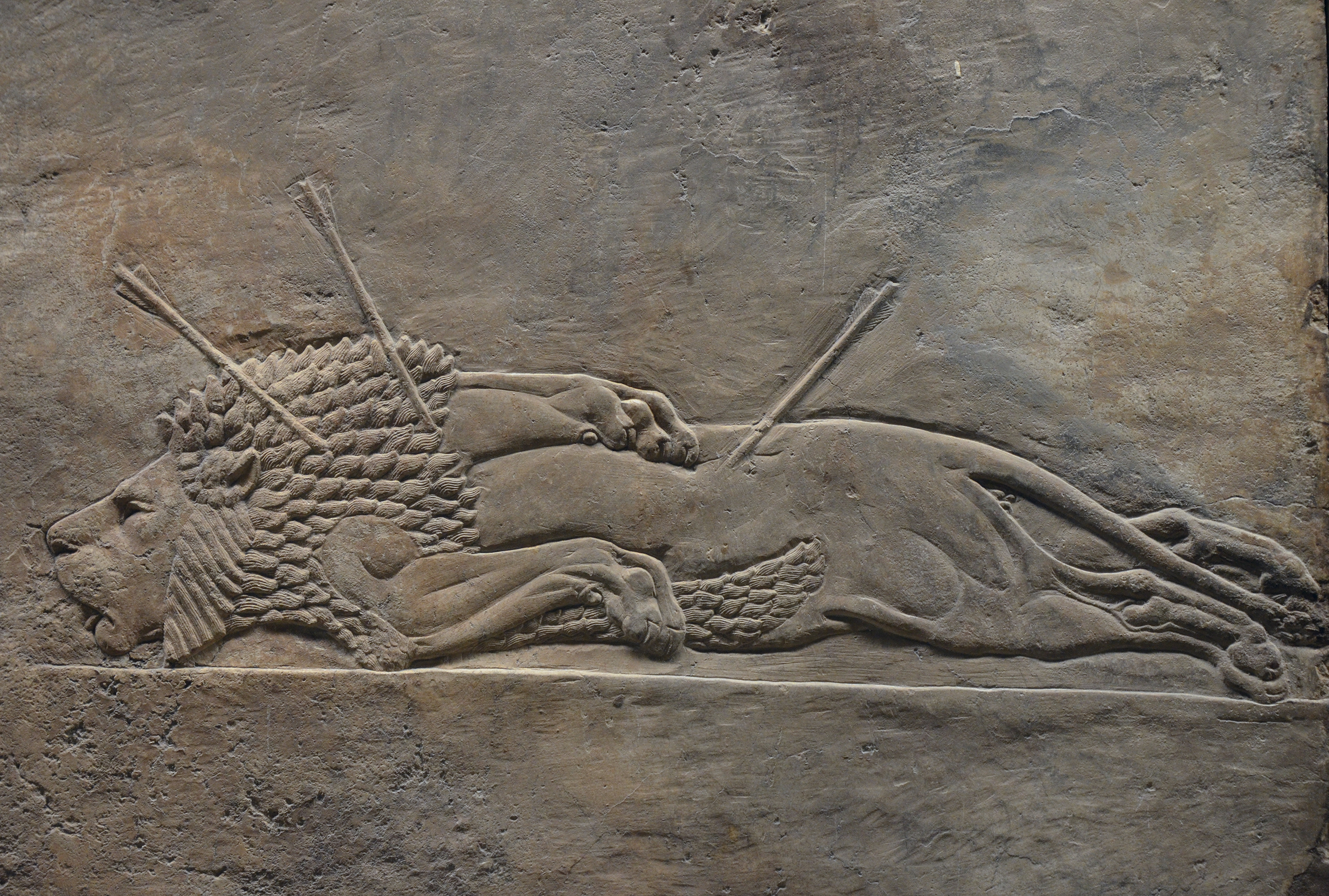
Ассирийский барельеф, изображающий охоту на львов

## В культуре
- В Библии описано столкновение Самсона со львом в окрестностях палестинской Фимнафы (Суд. 14:5).
- Геродот в III книге своей «Истории» (гл. 108), рассказывая о животном мире Азии, ошибочно сообщает о тамошних львах следующее: «Львица, самый мощный и свирепый хищник, рождает раз в жизни единственного детёныша. Ведь при родах она выбрасывает вместе с детёнышем и матку… Когда детёныш в матке начинает шевелиться, то разрывает её своими когтями, которые у него гораздо острее когтей всех прочих животных, и чем больше становится детёныш, тем сильнее он разрушает её. Когда, наконец, наступают роды, то матка уже совершенно разрушена»[13].
- Аристотель в «Истории животных» упоминает «сирийского льва» (греч. ἐν Συρίᾳ λέοντες) и описывает распространение львов в Европе между «реками Ахелоем и Нессом»[14].
- Также львы фигурируют в произведениях средневековой индийской литературы, в частности, сборниках морально-дидактических рассказов «Панчатантра» (III—IV вв. н. э), «Хитопадеша» (XII в.), а также их персидском варианте «Калила и Димна», где они, как правило, выступают в образе правителей-раджей, наставляемых мудрецами-шакалами.
- Азиатские львы являются также персонажами отдельных сюжетов «Семидесяти рассказов попугая» («Шукасаптати»), сложившихся в эпоху Гуптов, но окончательно объединённых к XII столетию, а около 1330 года обработанных иранским автором Нахшаби под заголовком «Книга попугая» («Тути-наме»).
- В средневековом арабском романе «Жизнь и подвиги Антары» («Сират Антара»), посвящённом жизни известного древнеарабского поэта-воина Антары-ибн-Шаддада (VI в.), описывается, как главный герой преподнёс в дар царю Абд Хайяфу добытых им льва и львицу, мясо которых было зажарено и употреблено в пищу царскими воинами[15].